# Гнилицкая, Нина Тимофеевна
Нина Тимофеевна Гнилицкая (1 августа 1916, Княгиневка, область Войска Донского — 10 декабря 1941, Княгиневка, Ворошиловградская область) — советская войсковая разведчица. Участница Великой Отечественной войны. Герой Советского Союза (1943, посмертно). Стрелок 465-й отдельной мотострелковой разведывательной роты 383-й стрелковой дивизии 18-й армии Южного фронта. Красноармеец.

## Биография
Родилась 1 августа (19 июля — по старому стилю) 1916 года в селе Княгиневка Таганрогского округа Области Войска Донского Российской империи (ныне посёлок городского типа Краснолучского городского совета Луганской области) в рабочей семье Тимофея Макаровича и Ирины Андреевны Гнилицких. Русская.
Окончила семь классов местной сельской школы. С 1932 года работала на шахте № 22-4 бис выборщицей породы, откатчицей и телефонисткой. Перед войной окончила курсы по изучению основ противовоздушной и противохимической обороны (ПВХО).
1 ноября 1941 года село Княгиневка было оккупировано немецко-фашистскими войсками. Нина Гнилицкая спрятала у себя в доме попавшего в окружение красноармейца и ночью сопроводила его в расположение его воинской части, прихватив у немцев три подводы с лошадьми. 2 ноября была зачислена добровольцем в 465-ю отдельную мотострелковую разведывательную роту 383-й «шахтёрской» стрелковой дивизии 18-й армии Южного фронта.
В ночь с 6 на 7 ноября 1941 года провела группу разведчиков в родное село. В ходе ночного боя вынесла раненого бойца и оказала ему первую помощь. 11 ноября, будучи в разведке за линией фронта, собрала ценные разведданные о дислокации войск противника в сёлах Княгиневка, Андреевка, Весёлое, а также обнаружила сосредоточение немецких войск в районе села Коренное, что позволило предотвратить захват немцами электростанции в посёлке Штергрэс. 12 ноября участвовала в пятичасовом бою за посёлок наравне с мужчинами. В решающий момент боя обошла противника с тыла и открыла огонь, вызвав панику, что позволило роте перейти в контратаку и отбросить противника. В ходе боя лично уничтожила 10 немецких солдат и оказала помощь четырём раненым красноармейцам. Днём 13 ноября вновь перешла линию фронта и собрала разведданные о системе обороны немцев на северной окраине села Княгиневка, а также приметила дома, где немецкие солдаты устраивали ночлег. Ночью 14 ноября участвовала в налёте на село, в ходе которого было уничтожено 12 немецких солдат, захвачено оружие, важные штабные документы и контрольный пленный.
В декабре 1941 года 383-я стрелковая дивизия готовилась перейти в контрнаступление. С целью уточнения немецких позиций и выявления скрытых огневых точек группе разведчиков под командованием политрука роты С. А. Железного, а также командира взвода лейтенанта Л. Ф. Сабинина, было поручено провести разведку боем у села Княгиневка. В состав группы была включена хорошо знавшая прилегающую местность рядовая Н. Т. Гнилицкая. Ночью 10 декабря группа вышла на северную окраину села и завязала бой. Стрелковое подразделение, которое должно было прикрывать разведгруппу, выполнить боевую задачу не сумело, в результате чего группа Железного попала в окружение. На предложение сдаться бойцы ответили отказом, предпочтя смерть фашистскому плену. Разведгруппа считалась пропавшей без вести до 4 марта 1942 года, когда советские войска вновь смогли войти в Княгиневку и обнаружить торчавшие из-под снега тела погибших разведчиков.
Указом Президиума Верховного Совета СССР «О присвоении звания Героя Советского Союза начальствующему и рядовому составу Красной армии» от 31 марта 1943 года «за образцовое выполнение заданий командования на фронте борьбы с немецкими захватчиками и проявленные при этом отвагу и геройство» удостоена звания Героя Советского Союза посмертно ю.
Похоронена в братской могиле в городе Вахрушево Луганской области Украины.

## Награды
- медаль «Золотая Звезда» (31.03.1943, посмертно)[1];
- орден Ленина (31.03.1943, посмертно)[1];
- медаль «За отвагу» (14.12.1941)[1].

## Память
- Бюст Героя Советского Союза Н. Т. Гнилицкой установлен на Аллее героев в городе Красный Луч Луганской области Украины[1].
- Именем Героя Советского Союза Н. Т. Гнилицкой названы улицы в городах Донецк и Красный Луч.
- Памятный знак установлен на месте гибели разведгруппы С. А. Железного в селе Княгиневка[1].

## Комментарии
1. ↑  Дата из представления к ордену Красной Звезды. Представление к званию Героя Советского Союза датирует эти события 5 ноября 1941 года.
2. ↑  Сёла Антрацитовского района Ворошиловградской области. Сейчас Андреевка относится к Снежнянскому городскому совету Донецкой области.
3. ↑  Название города Миуинска до 1965 года.
4. ↑  По донесению о безвозвратных потерях по 383-й стрелковой дивизии в период с по 31 сентября по 22 ноября 1941 года в этой операции пропала разведгруппа из 8 человек из состава 465-й отдельной мотострелковой разведроты:
  - политрук, комиссар роты Железный Спартак Авксентьевич, 1912 года рождения;
  - лейтенант, командир взвода Сабинин Леонид Фёдорович, 1915 года рождения;
  - красноармеец, стрелок Попов Михаил Петрович, 1909 года рождения;
  - красноармеец, стрелок Чугурин Иван Михайлович, 1907 года рождения;
  - красноармеец, стрелок Вороненко Михаил Иванович, 1916 года рождения;
  - красноармеец, стрелок Гнилицкая Нина Тимофеевна, 1916 года рождения;
  - красноармеец, стрелок Косолап Иван Яковлевич, 1905 года рождения;
  - красноармеец, стрелок Простаков Никифор Иванович, 1909 года рождения[3].

Впоследствии И. Я. Косолап смог выйти к своим, продолжил воевать санитаром в составе 33-й гвардейской стрелковой дивизии, в августе 1944 года был награждён орденом Славы III степени[4], вскоре погиб в Шяуляйском уезде[5].

## Документы
- Общедоступный электронный банк документов «Подвиг Народа в Великой Отечественной войне 1941—1945 гг.» Архивировано 13 марта 2012 года. № в базе данных 150007243. Архивировано 4 октября 2012 года., 15053667. Архивировано 4 октября 2012 года., 10843397. Архивировано 4 октября 2012 года.
- Обобщённый банк данных «Мемориал». Архивировано 10 мая 2012 года. ЦАМО, ф. 58, оп. 818883, д. 901. Архивировано 4 октября 2012 года., Учётная карточка захоронения ЗУ380-13-464. Архивировано 27 сентября 2012 года., Схема захоронения ЗУ380-13-464. Архивировано 4 октября 2012 года., Информация из списков захоронения. Архивировано 4 октября 2012 года.